# 오스트레일리안 티파니
오스트레일리안 티파니(Australia Tiffanie)는 호주산 집고양이 종 중 하나이다. 이 고양이 품종은 버마와 페르시안 친칠라의 교배종이다. 기본적으로, 오스트레일리안 티파니는 버밀라의 중장모 고양이로 여겨진다. 이 품종은 1999년 Warrat State Cat Alliance에 의해 처음으로 인정받았다.
오스트레일리안 티파니들은 보통 약 600달러에 팔린다. 성묘들은 1000달러 정도꺼지 거래되기도 한다.

## 역사
오스트레일리안 티파니는 1981년 호주에서 버마와 페르시안 친칠라 사이에서 태어난 품종이다. 처음에 이 품종은 중요하게 뎌겨지지 않았으나, 그 후 고양이 사육사들은 이 품종에 관심을 갖기 시작했다. 그 후, 이 품종은 다시 개발되기 시작했다. 이들은 1세대 버밀라 품종이다.
1999년, 사육사들은 이 고양이를 더 개발하기 시작했고, 그들은 고양이 단체에 사육 프로그램을 신청했다. 그 후, 이 품종은 뉴사우스웨일스의 새로운 품종으로 인정되었다. 이 작은 번식 프로그램은 이후 빅토리아와 퀸즐랜드에서도 행해졌다. 현재 뉴사우스웨일스에는 9마리의 고양이 사육사가 있다. 빅토리아에는 3마리가 있고 퀸즐랜드에는 2마리가 있다.

## 특징
오스트레일리안 티파니는 작은 몸과 중간 길이의 털을 가진 고양이이다. 털은 부드럽고 부드럽다. 눈은 녹색이며, 버밀라보다 머리가 더 넓다. 이들에게서 흔히 볼 수 있는 털 색깔은 은색, 검은색, 파란색, 갈색, 보라색이다. 보라색은 오스트레일리안 티파니에서 자주 볼 수 없는 색이다. 이 고양이 털의 색깔은 버밀라 털의 색깔과 같다.

## 성격
오스트레일리안 티파니는 사랑스럽고, 친절하고, 사교적이고, 적응력이 뛰어나고, 품행이 좋은 고양이이다. 이들은 보통 조용한 고양이이고, 막 집으로 돌아온 주인을 맞이하기 위해 울며 반기는 고양이이다. 이 고양이는 버밀라보다 덜 활동적이다. 아파트에서도 생활할 수 있으며, 혼자 있을 수도 있다. 다만, 그들은 누군가와 함께 있는 것을 더 좋아한다.

## 수명
만약 건강하다면 오스트레일리안 티파니의 평균 나이는 약 17세 이상이다.

## 같이 보기
- 버밀라
- 페르시안
- 페르시안 친칠라
- 티파니 고양이